# Odilia Romero
Odilia Romero Hernández (San Bartolomé Zoogocho, Oaxaca, mayo 1971 - ) es una mujer indígena mexicana defensora de los derechos humanos indígenas y migrantes e intérprete zapoteca. Actualmente vive en Los Ángeles, California.

## Trayectoria
Odilia Romero es co-fundadora y directora ejecutiva de Comunidades Indígenas en el Liderazgo (CIELO), una organización liderada por mujeres indígenas que combate el racismo y discriminación hacia los pueblos indígenas al brindar visibilidad y recursos a las comunidades indígenas migrantes. Fue la primera mujer en coordinar el Frente Indígena de Organizaciones Binacionales (FIOB), organización en la que diversas agrupaciones y personas indígenas en México y Estados Unidos trabajan en conjunto por la defensa y la promoción de la identidad y los derechos indígenas.
Es intérprete de zapoteco, español e inglés para las comunidades indígenas en Los Ángeles, California; en respuesta a la necesidad de intérpretes de lenguas indígenas capacitados para ayudar a las personas indígenas migrantes a comprender términos legales y de esta manera asegurar la justicia en los tribunales de Estados Unidos. Odilia asegura que en muchas ocasiones, los tribunales de migración no cuentan con intérpretes capacitados para muchas de las lenguas indígenas que hablan las personas migrantes. Por esta razón, Odilia organiza talleres de capacitación para hablantes de lenguas indígenas con el objetivo de combatir las deportaciones y las violaciones a los derechos humanos por la falta de intérpretes y traductores en hospitales, comandancias de policía y tribunales de migración de Estados Unidos.
Su experiencia en la organización y defensa de los derechos humanos indígenas y migrantes la han hecho acreedora de múltiples publicaciones académicas y la impartición de conferencias en diversas universidades en Estados Unidos, incluidas la Universidad Johns Hopkins y la Universidad de California (UCLA). Sus publicaciones se enfocan en temas diversos como, los desafíos en la organización de comunidades indígenas, el desarrollo del liderazgo de las mujeres y la preparación de una nueva generación de jóvenes. Su trabajo ha sido publicado en distintas revistas como Los Angeles Times, The New York Times, Vogue y Democracy Now.
Parte de su trabajo se ha centrado en visibilizar los retos y desafíos a los cuales se enfrentan las personas indígenas en Estados Unidos. Odilia Romero asegura que la autogestión es la única vía por la que las comunidades indígenas pueden sobrevivir en dos naciones por las que son negadas e invisibilizadas. Durante la pandemia causada por el SARS-CoV-2, Odilia Romero a través de la fundación de Comunidades Indígenas en el Liderazgo, generaron una serie de videos traducidos a distintas lenguas indígenas, con el objetivo de contextualizar a las comunidades indígenas migrantes sobre el virus y la COVID-19. La información se generó de manera audiovisual debido a que algunas de esas lenguas se transmiten de manera oral. Además, esta misma organización logró obtener fondos para ayudas sociales a personas migrantes indígenas que trabajaban en el sector restaurantero y quedaron sin empleo durante la pandemia.